# Michelle Manhart
La soldado de primera clase Michelle Manhart (nacida en 1976) es una instructora militar de la Fuerza Aérea de los Estados Unidos destinada en la base de la Fuerza Aérea de Lackland en San Antonio, Texas. En enero de 2007 fue relevada de su cargo y puesta bajo investigación por haber posado desnuda en la revista Playboy mientras tenía el rango de Sargento. Desde entonces fue degradada a soldado de primera clase, motivo que hizo que renunciara a la Fuerza Aérea.
Manhart, nativa del Estado de California, se unió a la Fuerza Aérea en 1994, actualmente está casada y tiene dos hijos. Pasó un tiempo destacada en Kuwait en 2002.
Fue fotografiada para el número de la revista Playboy de febrero de 2007 usando su uniforme, parcial y completamente desnuda. De acuerdo a la Fuerza Aérea estadounidense, esas conductas no reúnen los estándares de integridad.

## Con información tomada de
- «Playboy airwoman relieved of duty». BBC News (Reuters). 2007-01-13. Consultado el 13 de enero de 2007.
- «Sergeant in trouble for Playboy photos». MSNBC.com (The Associated Press). 2007-01-12. Consultado el 13 de enero de 2007.